# Richard Lewis
Richard Philip Lewis (29. června 1947 Brooklyn, New York, USA  – 27. února 2024)  byl americký herec a komik.
Narodil se v newyorském Brooklynu a vyrostl v Englewoodu, stát New Jersey. Otec pracoval jako dodavatel košer potravin, matka byla herečka. Lewis byl židovského původu. Na veřejnosti se objevoval pouze v černém oblečení.

## Filmografie
- 2011 – Vamps
- 2008 – Uklízeč (TV seriál)
- 2005 – Everybody Hates Chris (TV seriál)
- 2003 – Dva a půl chlapa (TV seriál)
- 2003 – Las Vegas: Kasino (TV seriál)
- 2002 – George Lopez (TV seriál)
- 2002 – Mrtvá zóna (TV seriál)
- 2002 – Nemocnice Presidio (TV seriál)
- 2001 – Alias (TV seriál)
- 2000 – Larry, kroť se (TV seriál)
- 1999 – Game Day
- 1999 – Larry David: Curb Your Enthusiasm (TV film)
- 1998 – Herkules (TV seriál)
- 1998 – Příšerná kocovina (TV seriál)
- 1998 – V.I.P. (TV seriál)
- 1997 – Hiller and Diller (TV seriál)
- 1997 – Láska na druhý dotek
- 1997 – The Maze
- 1996 – The Elevator
- 1996 – Sedmé nebe (TV seriál)
- 1996 – Víkend (TV film)
- 1995 – A.J.'s Time Travelers (TV seriál)
- 1995 – Dr. Katz, profesionální terapeut (TV seriál)
- 1995 – Drunks
- 1995 – Happily Ever After: Fairy Tales for Every Child (TV seriál)
- 1995 – Leaving Las Vegas
- 1994 – Wagons East
- 1993 – Bláznivý příběh Robina Hooda
- 1993 – Daddy Dearest (TV seriál)
- 1993 – Tribeca (TV seriál)
- 1992 – Byl jednou jeden zločin
- 1992 – The Danger of Love: The Carolyn Warmus Story (TV film)
- 1989 – Anything But Love (TV seriál)
- 1989 – Příběhy ze záhrobí (TV seriál)
- 1989 – Tattingers (TV seriál)
- 1989 – That's Adequate
- 1988 – The Wrong Guys
- 1987 – CBS Summer Playhouse (TV seriál)
- 1987 – Harry (TV seriál)
- 1985 – Temporary Insanity (TV film)
- 1984 –  Riptide (TV seriál)
- 1979 – House Calls (TV seriál)
- 1977 – Diary of a Young Comic (TV film)